# Johann Georg Platzer
Johann Georg Platzer (1704-1761) fue un prolífico pintor y dibujante rococó austríaco.

## Biografía y carrera

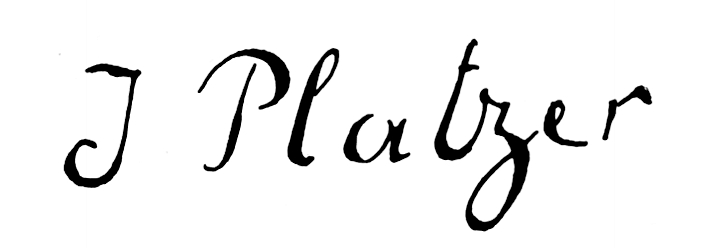
Firma de Johann Georg Platzer.

Platzer nació en Eppan, en el condado de Tirol, y provenía de una familia de pintores. Pintó principalmente escenas históricas y míticas. El Museo Universal Joanneum de Graz alberga la mayor colección de obras de Platzer bajo un mismo techo. Platzer trabajó con su tío como pintor de cámara en Passau. Regresó a Eppan donde continuó trabajando hasta su muerte en 1761.

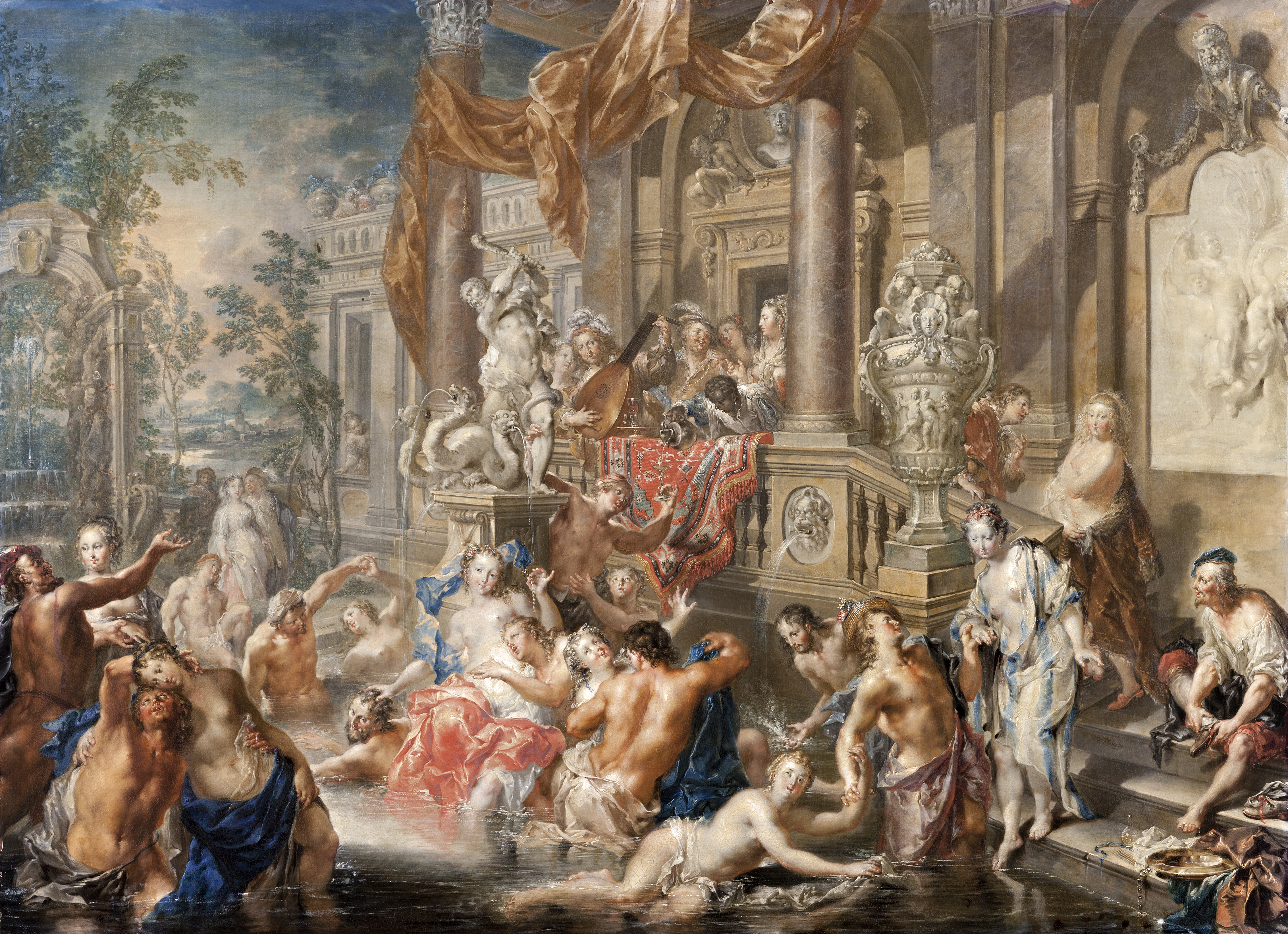
Escena de fuente frente a un palacio, década de 1730.
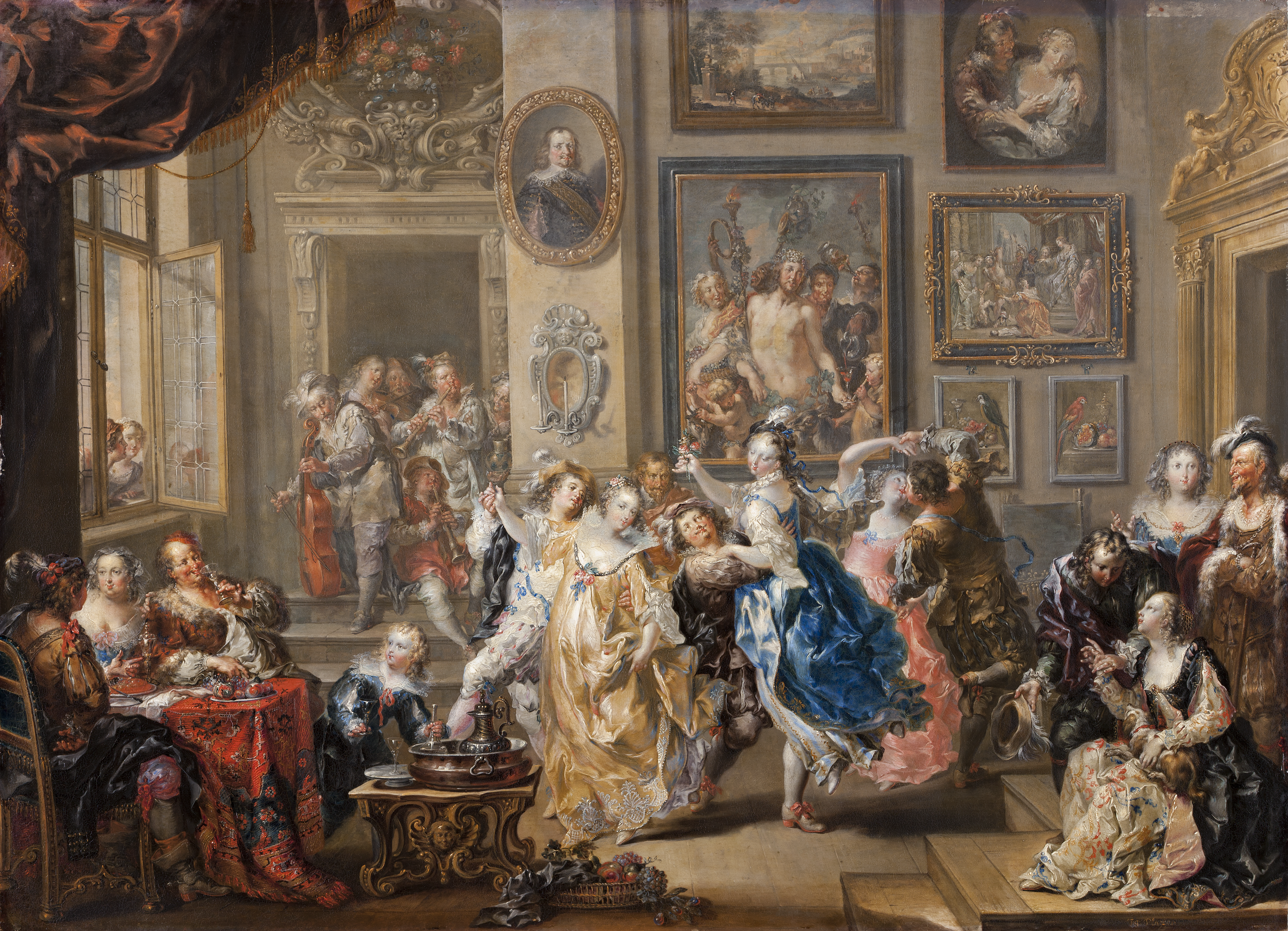
Escena de baile con interior de palacio, década de 1730.
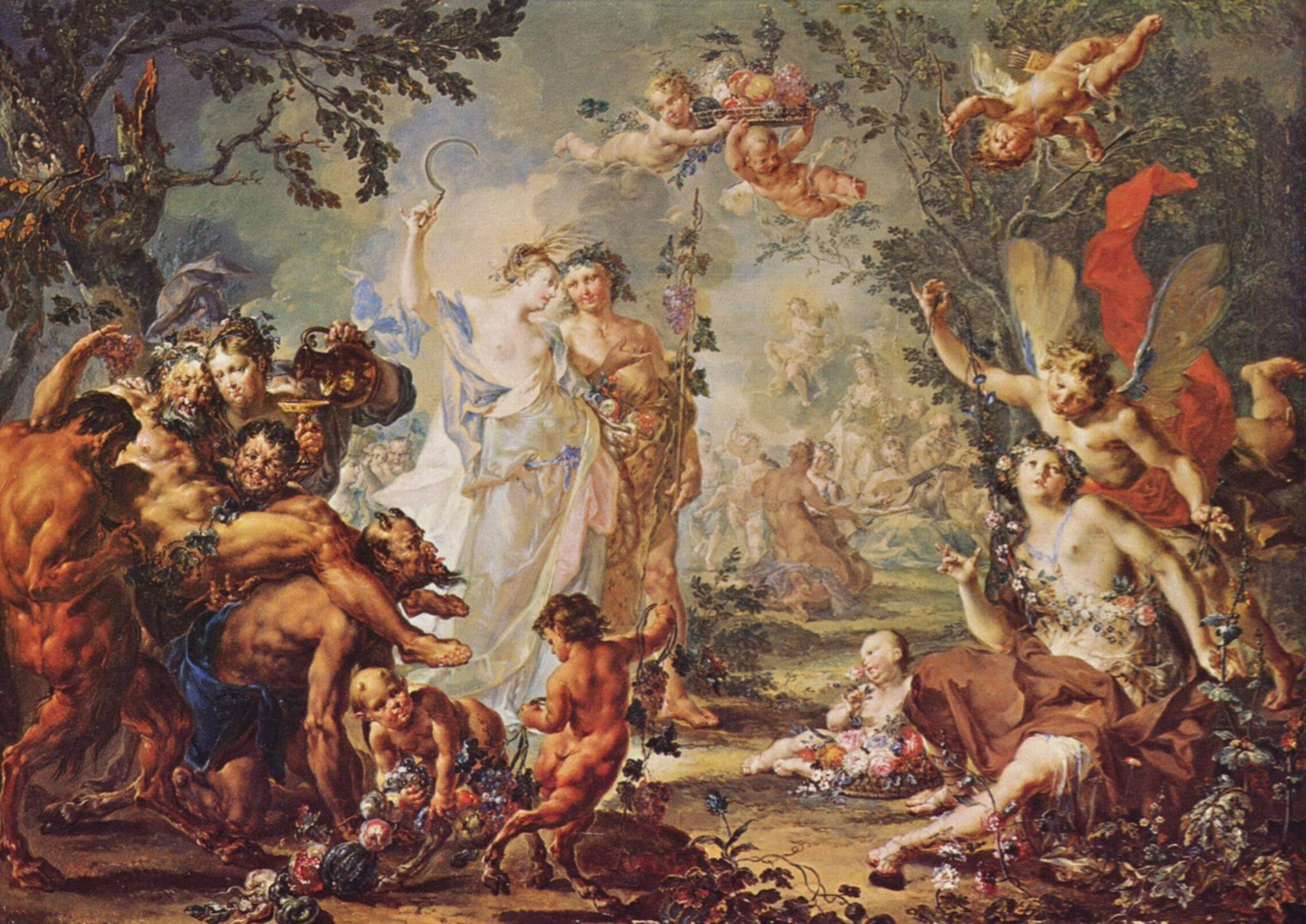
Alegoría de las Cuatro Estaciones, 1750.